# Hombre del Calendario
Hombre del Calendario (nombre real: Julian Gregory Day) (Inglés Calendar-Man) es un supervillano ficticio que aparece en los cómics estadounidenses publicados por DC Comics, como enemigo del superhéroe Batman, perteneciente al colectivo de adversarios que conforman la galería de villanos de Batman. Hombre del Calendario es conocido por cometer delitos que se corresponden con días festivos y fechas importantes. A menudo usa disfraces para correlacionar con la fecha del crimen designado. En su debut, el personaje fue presentado como un villano de broma, pero en años posteriores, los escritores desarrollaron Hombre del Calendario como un asesino en serie oscuro y perturbado que juega con Batman.
El personaje hizo su debut cinematográfico en la película de DC Extended Universe The Suicide Squad (2021), interpretado por Sean Gunn.

## Historial de publicaciones
Hombre del Calendario apareció por primera vez en Detective Comics # 259 (septiembre de 1958) y fue creado por Bill Finger y Sheldon Moldoff. Regresó después de veinte años para volver a plagar a Batman en Batman # 312 (junio de 1979).

## Biografía del personaje ficticio
El Hombre del Calendario está fascinado por las fechas y calendarios - incluso su verdadero nombre es un juego en los calendarios juliano y gregoriano. Sus crímenes siempre tienen una relación con la fecha en la que se hayan cometido. El tema puede estar relacionado con el día de la semana que es o con unas vacaciones o con un aniversario muy especial en esa fecha; él planeará su crimen en torno a ese día. A menudo usa trajes diferentes que se corresponden con la importancia de la fecha, a pesar de que tiene un traje principal, que tiene varios números (con la intención de representar días en un calendario) que brotan de los hombros.
Después de su primera aparición, en la que sus crímenes se basaron en las estaciones del año, su siguiente aparición fue en Batman #312 (junio de 1979), donde sus crímenes se basaron en los días de la semana, y sus trajes reflejan los dioses nórdicos por los que fueron nombrados, junto con Saturno (Saturday; en inglés, sábado). El domingo no había cometido ningún robo, ya que es un día de descanso y estaba planeando salir de la ciudad. Este número también marcó la primera aparición de su más conocido disfraz con una "capa de calendario". Su siguiente aparición en Batman #384-385 (junio-julio de 1985), ve al Hombre del Calendario en el inicio de la Crisis siendo utilizado como un peón del Monitor en un intento por encontrar a alguien para eliminar potencialmente a Batman con fines de lucro. En este caso, el tema del Hombre del Calendario fueron las vacaciones, y los intentos de utilizar al joven Jason Todd, como Robin, como el talón de Aquiles de Batman con la promesa de su fallecimiento en el día de la primavera, pero es en última instancia Robin el responsable de su derrota.
Debido a que sus crímenes son generalmente pequeños y muchas veces ridículos en la naturaleza, es notorio entre los héroes y villanos por igual por ser una especie de broma. En consecuencia, sus apariciones pos-Crisis han sido pocas y distantes entre sí. Fue reclutado una vez por la Polilla Asesina para formar el equipo de villanos conocido como "Los Inadaptados".
Su última aparición conocida es en la miniserie Batman: The Long Halloween, donde es representado como una figura parecida a Hannibal Lecter, al ofrecer información en la búsqueda de Batman para Holiday, un asesino en serie que utiliza las vacaciones como su modus operandi. Al igual que Lecter en El silencio de los corderos, el Hombre del Calendario sabe quién es el asesino y guarda esta información para sí mismo, eligiendo en lugar de burlarse de los héroes con pistas crípticas. Él vuelve en la secuela de la historia Batman: Dark Victory. En ambas historias se siente amargado porque los nuevos asesinos pícaros han apartado la atención de él y teme estar siendo olvidado. Él se ve seriamente perjudicado por Sofia Falcone cerca del final de Dark Victory, descrito como apenas con vida y con la mandíbula rota.
El Hombre del Calendario también es conocido por asociarse con Catman y la Polilla Asesina como parte de Los Inadaptados, un grupo de villanos de tercera categoría tratando de probarse a sí mismos, en Batman: Shadow of the Bat #7-9 (1992–1993). Además, él es uno de los presos del Asilo Arkham liberados por Bane en Batman: Knightfall, pero es fácilmente capturado por Power Girl poco después de su escape.
Aparece en Team Titans #14 (Nov '93). Él y varios otros villanos basados en el tiempo, incluyendo al Time Commander, combaten contra los héroes del título en un reloj de arena valorado.
Day aparece en el tercer número de 80 Page Giant Batman Special Edition (julio de 2000) titulado "Todos los días mortales". Ha adquirido un nuevo traje de alta tecnología, y se mueve hacia más crímenes grandiosos.
Day aparece en la serie de Harley Quinn, como informante interno para la fugitiva.
En la semana 20 de la serie semanal 52, una radio transmite un mensaje que dice que el Hombre del Calendario fue dejado atado por la policía de Gotham City, a pesar de que no hay Batman. Se revela que la nueva heroína Batwoman fue responsable de su captura.

## Otras versiones
- La versión de Batman: Brave and the Bold aparece en la historia "Last Christmas!" Él planea un crimen de Navidad, sólo para encontrarse con Batman. Cuando un rayo zeta teletransporta lejos a Batman, afirma que es un milagro de Navidad, minutos antes de que la Tierra sea destruida. Después de que Batman y Adam Strange restauran la Tierra, Batman procede a derrotar fácilmente al Hombre del Calendario.

- Un viejo Hombre del Calendario aparece en Batman Beyond en la historia de "Hush Beyond". Desde su silla de ruedas, él construye una tarjeta de felicitación a punto de estallar, con la intención de matar a la Comisario Gordon. Batman llega a detenerlo, sólo para ser confrontado por Hush.[8] Hush menciona que la "verdadera familia" de Batman es sus muchos enemigos, y planea para destruirla. A continuación, procede a matar al Hombre del Calendario.[9]

## En otros medios

### Televisión
- Hombre del Calendario aparece en Batman: The Brave and the Bold con la voz de Jim Piddock.[10]

- Una variante femenina del personaje llamada Chica del Calendario aparece en The New Batman Adventures vistiendo una máscara debido a las cicatrices mentales (físicamente, ella sigue siendo perfecta) y planea sus crímenes alrededor de las cuatro estaciones, con un traje diferente correspondientes a cada estación.

- Hombre Calendario realiza una aparición en la serie animada Harley Quinn en el que se muestra que fue incapaz de recordar la fecha de cumpleaños de su hijo, quien es llamado "imbécil" por uno de los guardias al llevar una planta a unos cuantos metros de "Hiedra Venenosa".

### Película
- Hombre del Calendario aparece en The Lego Batman Movie, con su diseño basado en su apariencia de Detective Comics.[11]
- Hombre del Calendario aparece en la película animada de dos partes Batman: The Long Halloween, con la voz de David Dastmalchian.[12]
- Hombre del Calendario aparece en la película de acción en vivo de 2021 The Suicide Squad interpretado por Sean Gunn.[13]

### Videojuegos
- En Batman: Arkham Asylum, aparece la celda del Hombre del Calendario. La pared está cubierta con páginas de calendario. Además, una biografía del personaje Hombre del Calendario puede ser desbloqueada, pero no aparece físicamente en el juego.

- Hombre del Calendario aparece en la secuela de Arkham Asylum, Batman: Arkham City, con la voz de Maurice LaMarche. Esta versión del Hombre del Calendario es un tanto obeso, tiene una pierna derecha ligeramente más corta (con una abrazadera y un zapato con plataforma), y cuenta con los tatuajes de calendario en su cabeza vistos en Batman: Dark Victory (aunque en este caso se asemejan más a cicatrices). Hombre del Calendario ha estado ocupando el Juzgado Solomon Wayne atrapando a cualquiera que entraba y los mataba en el próximo día festivo. Justo antes de que comience el juego, Dos Caras y sus secuaces capturan el juzgado y encierran al Hombre del Calendario en una celda en el sótano. El Hombre del Calendario aparece de una manera similar como en Batman: The Long Halloween, hablando con Batman a través de una celda de vidrio. Si el jugador habla con él en ciertos días festivos (Año Nuevo, el Día de San Valentín, el Día de San Patricio, el Día de los Inocentes, el Día de la Madre, el Día del Padre, el Día de la Independencia, la Fiesta de San Roque, el Día del Trabajador, Halloween, el Día de Acción de Gracias, y en Navidad), él relacionará una historia sobre un crimen que cometió en ese día específico.[14] Si el jugador escucha las doce historias, el Hombre del Calendario escapará dejando a uno de los secuaces de Dos Caras colgando muerto desde el techo de su celda. Si el jugador visita al Hombre del Calendario como Catwoman, él traerá un incidente que involucra tanto a ella como a la familia Falcone e implicará que Carmine Falcone podría ser el padre de Catwoman.

- El Hombre del Calendario hace un cameo en Batman: Arkham Origins. Durante el asedio de Máscara Negra en la Penitenciaría Blackgate en Nochebuena, él está a punto de ser ejecutado por sus crímenes. El señor del crimen lo deja ir, sin embargo, apreciando dejarlo ir en un día festivo. En gran medida se da a entender que esto conduce directamente al asesinato del juez Harkness, tal como se relata en Arkham City.